# Lingapura, Arsikere
Lingapura là một làng thuộc tehsil Arsikere, huyện Hassan, bang Karnataka, Ấn Độ.